# Cahuri
Cahuri su kavkaski narod, koji pretežno živi u Azerbajdžanu i Rusiji (autonomna republika Dagestan). Većinom su islamske vjeroispovesti, a govore cahurskim jezikom, koji spada u dagestansku grupu sjevernokavkaske porodice jezika.
Ukupno ih ima oko 16.000, od toga u Azerbejdžanu oko 10.000, a u Rusiji oko 5.000.  